# The White Room
The White Room är ett album av The KLF som gavs ut i mars 1991. Förutom James Cauty och William "Bill" Drummond som utgör The KLF förekommer många mer eller mindre kända musiker. Till de mer kända hör Isaac Bello, Tony Thorpe och Ricardo. 

## Låtlista

### Outgiven version
| Nr  | Titel                      | Längd |
| --- | -------------------------- | ----- |
| 1.  | Kylie Said to Jason (Edit) | 4:05  |
| 2.  | 3 a.m. Eternal             | 4:24  |
| 3.  | Go to Sleep                | 3:44  |
| 4.  | Make It Rain               | 3:43  |
| 5.  | Church of the KLF          | 3:58  |
| 6.  | No More Tears              | 3:26  |
| 7.  | Build a Fire               | 5:02  |
| 8.  | The Lovers' Side           | 4:24  |
| 9.  | The White Room             | 4:31  |
| 10. | Born Free                  | 3:02  |

### Albumutgåvan 1991
| Nr | Titel                                                             | Längd |
| -- | ----------------------------------------------------------------- | ----- |
| 1. | What Time Is Love? (LP Mix)                                       | 4:37  |
| 2. | Make It Rain                                                      | 4:06  |
| 3. | 3 a.m. Eternal (Live at the S.S.L.)                               | 3:14  |
| 4. | Church of the KLF                                                 | 1:42  |
| 5. | Last Train to Trancentral (Live from the Lost Continent) (LP Mix) | 6:04  |
| 6. | Build a Fire                                                      | 4:39  |
| 7. | The White Room                                                    | 5:14  |
| 8. | No More Tears                                                     | 9:24  |
| 9. | Justified & Ancient                                               | 4:43  |

## Medverkande
- Jimmy Cauty
- Bill Drummond
- Nick Coler
- Maxine Harvey
- Black Steel
- Ricardo Lyte
- Isaac Bello
- Tony Thorpe
- Duy Khiem
- Graham Lee
- P. P. Arnold